# Johan Christian Berger

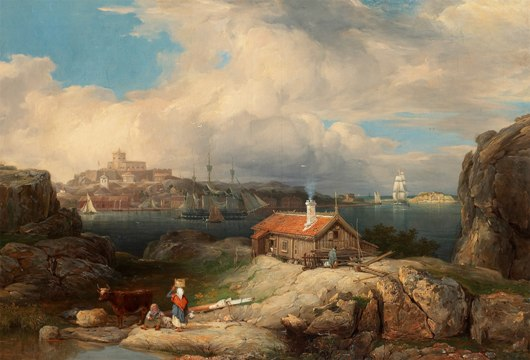
Carlstens fästning

Johan Christian Berger, född 14 mars 1803 i Linköping, död 27 oktober 1871 i Uppsala, var en svensk målare och militär.
Berger var son till stadsläkaren Johan Ulrik Berger och Maria Kristina Lönder, och från 1850 gift med Georgina Kunigunda Möllersvärd, äktenskapet upplöstes dock före 1858. 
Han inträdde i militärtjänst 1821 och innehade olika militära befattningar och utnämndes till andre kapten 1845. Han ägnade sig dock tidigt vid sidan om sitt officersskap åt måleri och studerade vid Konstakademien i Stockholm 1825 där han erhöll ett flertal utmärkelser. I studiesyfte reste han till England och Holland 1832-1833. Resorna till England kom att bli avgörande för hans konstnärliga gärning då han tog ett starkt intryck av marinmålaren Turners ljusbehandling av sina verk. Han fann sin inspiration i kärleken till havet och upplevelsen av hamnarnas rörliga liv och fartygsvimmel. Hans konst består av romantiska marinmotiv, landskap och månskensstämningar. 
Han blev ledamot av Konstakademien 1840 och utnämndes till hovmålare 1841. År 1846 tog han avsked för att huvudsakligen arbeta som konstnär. Han var konstlärare till Karl XV och Oskar I:s barn. 
Efter en religiös kris blev Berger starkt engagerad i väckelserörelsen och var med om att bilda en svensk avdelning av Evangeliska alliansen. Som avdelningens sekreterare bidrog han i en beskickning till den ryske tsaren för att främja lutheranernas ställning i Ryssland. Han var även en av stiftarna till Stockholms missionsförening, där han var ordförande 1856-1865.
Berger är representerad vid Nationalmuseum, Göteborgs konstmuseum, Norrköpings konstmuseum, Östergötlands museum, Vänersborgs museum, Lunds universitet, Uppsala universitetsbibliotek, Nasjonalmuseet, Kalmar konstmuseum, Kalmar läns museum, Göteborgs sjöfartsmuseum, Sjöhistoriska museet och Waldemarsudde. Konstverket Carlstens fästning var en höjdpunkt i hans måleri. Det är en ståtlig komposition med en mästerlig ljus- och luftskildring.